# Monte Fisher (Antartide)
Il Monte Fisher (in lingua inglese: Mount Fisher) è una sommità antartica a forma di cupola, per lo più sempre coperta di neve, alta circa 4.080 m, situata 3 km a nordovest del Monte Ray, nelle Prince Olav Mountains, catena montuosa che fa parte dei Monti della Regina Maud, in Antartide. 
Fu scoperto e fotografato nel novembre 1929 dalla prima spedizione antartica dell'esploratore polare Byrd (1928–30) nel corso dei sorvoli dei Monti della Regina Maud.
La denominazione è stata assegnata dallo stesso Byrd in onore dei fratelli Fisher, industriali e proprietari della Fisher Body Co. di Detroit, e contributori della spedizione polare.